# Lynnville (Indiana)
Lynnville és una població dels Estats Units a l'estat d'Indiana. Segons el cens del 2000 tenia 781 habitants.

## Demografia
Segons el cens del 2000, Lynnville tenia 781 habitants, 346 habitatges, i 226 famílies. La densitat de població era de 176,3 habitants/km².
Dels 346 habitatges en un 26,9% hi vivien nens de menys de 18 anys, en un 55,8% hi vivien parelles casades, en un 7,5% dones solteres, i en un 34,4% no eren unitats familiars. En el 28,9% dels habitatges hi vivien persones soles el 13% de les quals corresponia a persones de 65 anys o més que vivien soles. El nombre mitjà de persones vivint en cada habitatge era de 2,26 i el nombre mitjà de persones que vivien en cada família era de 2,78.
Per edats la població es repartia de la següent manera: un 21,1% tenia menys de 18 anys, un 7,8% entre 18 i 24, un 28,8% entre 25 i 44, un 29,4% de 45 a 60 i un 12,8% 65 anys o més.
L'edat mediana era de 39 anys. Per cada 100 dones de 18 o més anys hi havia 93,7 homes.
La renda mediana per habitatge era de 35.556 $ i la renda mediana per família de 41.964 $. Els homes tenien una renda mediana de 36.518 $ mentre que les dones 22.250 $. La renda per capita de la població era de 16.288 $. Entorn del 5,3% de les famílies i el 8% de la població estaven per davall del llindar de pobresa.

## Poblacions més properes
El següent diagrama mostra les poblacions més properes.